# Schnaudertal
Schnaudertal é um município da Alemanha, situado no distrito de Burgenlandkreis, no estado de Saxônia-Anhalt. Tem 20,71 km² de área, e sua população em 2019 foi estimada em 917 habitantes.